# Рока Чепино (Терамо)
Рока Чепино (итал. Rocca Ceppino) је насеље у Италији у округу Терамо, региону Абруцо.
Према процени из 2011. у насељу је живело 204 становника. Насеље се налази на надморској висини од 488 м.